# Мінералогічна епоха
Епоха мінералогічна (рос.эпоха минералогическая, англ. mineralogical epoch; нім. mineralogische Epoche f) – проміжок часу, сприятливий для відкладання того чи ін. комплексу мінералів. Часто одні й ті ж провінції містять мінеральні комплекси кількох епох, але всі вони представлені одним і тим же типом мінералізації.